# Jan Nolin
Jan Nolin, född 1961, död 11 mars 2023, var en svensk professor i biblioteks- och informationsvetenskap, verksam vid Bibliotekshögskolan i Borås. 
Nolin disputerade i vetenskapsteori 1995 med avhandlingen Ozonskiktet och vetenskapen : en studie av post-normal vetenskap. Nolin var sedan början av 2000-talet anställd vid Bibliotekshögskolan vid Högskolan i Borås och utnämndes 2010 till professor. Han var bland annat ansvarig för skolans studieområde kring sociala medier.